# Hintersteiner See
Der Hintersteiner See ist ein Gebirgssee im Naturschutzgebiet Wilder Kaiser und gehört zum Gemeindegebiet von Scheffau im österreichischen Bundesland Tirol.

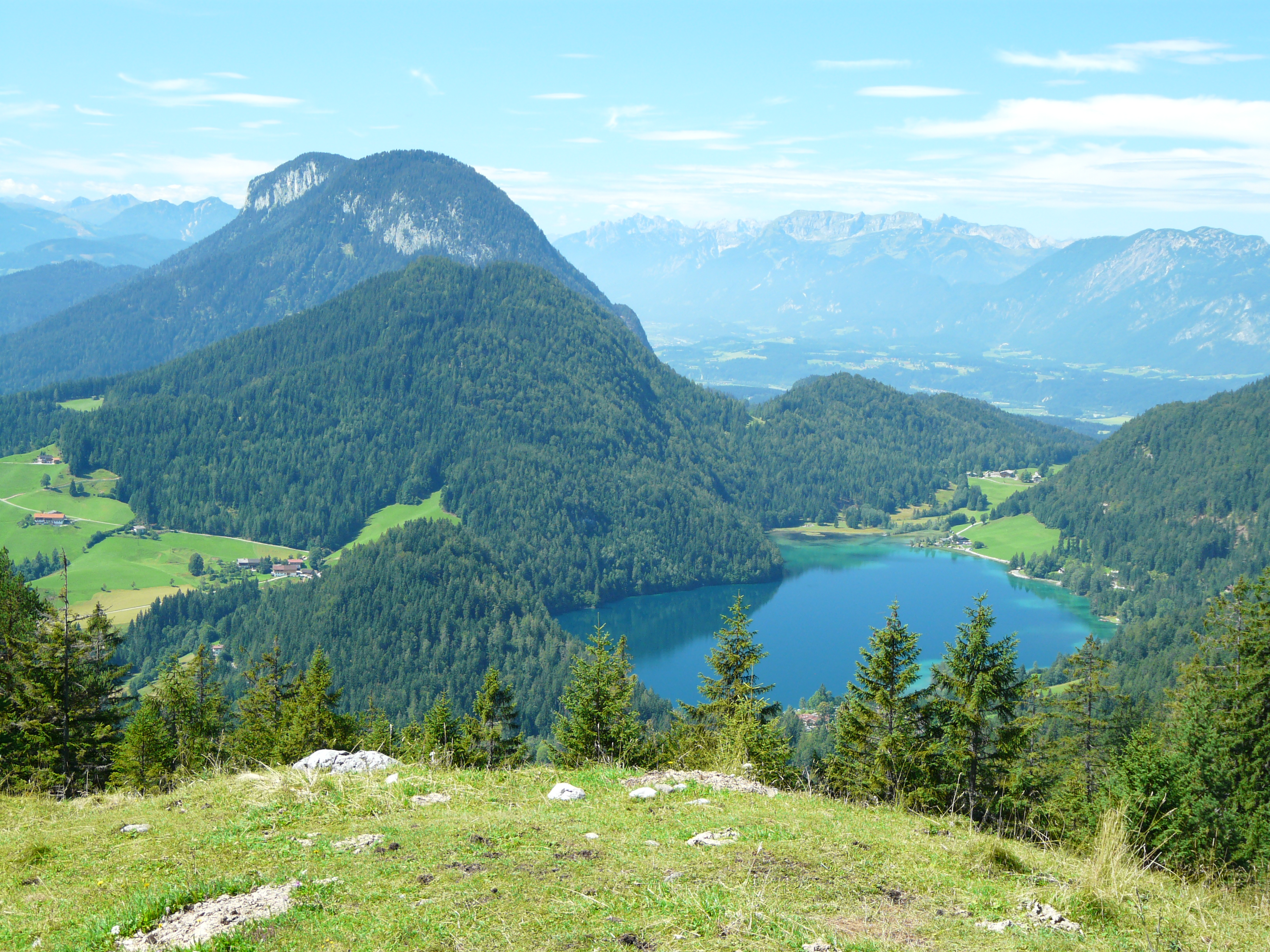
Ansicht von der Steiner Hochalm

Der See ist während der letzten Eiszeit entstanden und liegt auf einer Höhe von 882 m ü. A. Unterirdische Quellen füllen den See mit kristallklarem Wasser. Der Hintersteiner See befindet sich in Privatbesitz der Tiroler Wasserkraft AG und wird zur Elektrizitätsgewinnung genutzt. Der Abfluss erfolgt in die Weißache.
Am See steht ein öffentliches Strandbad zur Verfügung. Ein circa einstündiger Rundgang um den See führt an einigen Jausenstationen vorbei.

## Die Sage über den Hintersteiner See

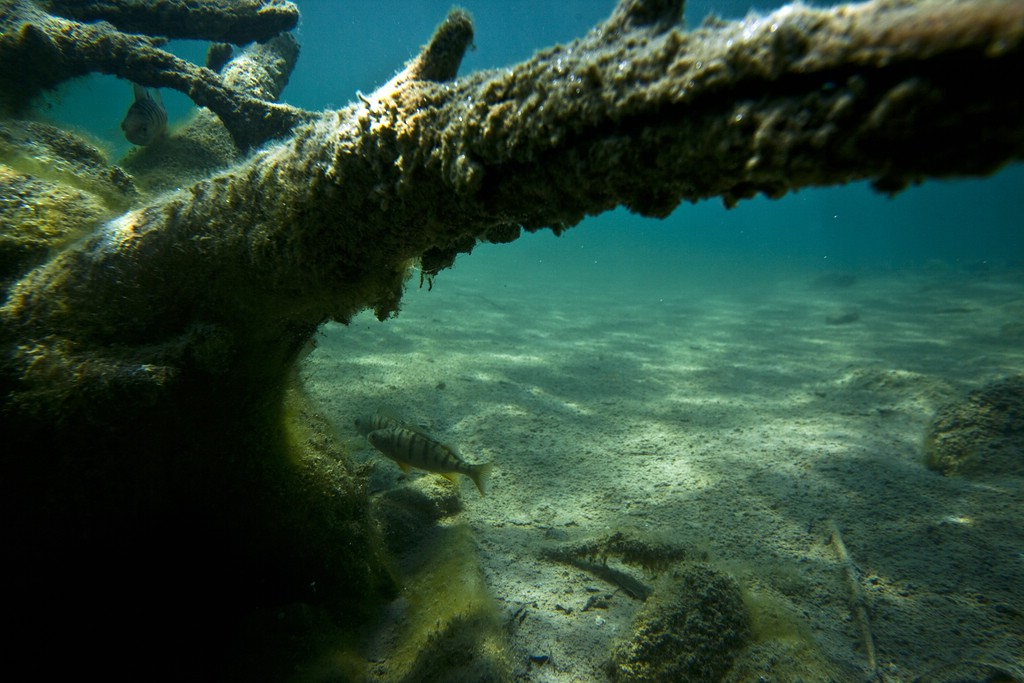
Unterwasseransicht

In Hinterstein lebten übermütige reiche Bauern, die auf ihrer saftigen Heimweide, das war die Gegend, wo heute der Hintersteiner See liegt, mit Butterknollen Kegel schoben. Es war eine mondhelle Nacht, als sie wieder einmal spielten. Da schwankte plötzlich der Boden unter ihren Füßen, und sie sanken samt Haus und Hof in die Tiefe. Die Bauern aber sind für ihren Frevel auf die Scheffauerspitze hinaufverbannt worden und müssen dort zur Strafe Kegel schieben, solange der Kaiser steht. Diese Kegelstatt liegt etwas unterhalb der Spitze des Scheffauers in einem mit feinem Moosteppich belegten kleinen Felskessel.
Nach der Erzählung hatten die reichen Hintersteiner Bauern einen heftigen Streit um eine Quelle. Selbst am hohen Feiertag des Fronleichnamsfests stritten sie den ganzen Tag, und zuletzt wurde gar noch gerauft. Wie am nächsten Tag in aller Früh die gemeinsame Sennerin der Bauern, eine rechtschaffene, fromme Frau, der der Streit schon lange zuwider war, auf die Heimweide zum Melken ging, sah sie vor dem Haus eine kleine Wasserlache, wo sonst nie eine gewesen war. Sie bemerkte sie kopfschüttelnd, ging aber weiter. Nach langem Suchen fand sie die Kühe, die zu ihrer Verwunderung in einer Senke dicht beieinanderlagen. Sie molk sie rasch, um bald wieder auf dem Hof zu kommen, da sah sie vom oberen Rand der Senke aus nur mehr das Dach eines einzelnen Hauses aus dem Wasser ragen.